# Kepler-15
Désignations
Kepler-15 est une étoile de la constellation boréale du Cygne, brillant d'une magnitude apparente de 13,8. Elle est distante d'environ ∼ 2 480 a.l. (∼ 760 pc) de la Terre. Il s'agit d'une naine jaune ou d'une étoile sous-géante jaune qui possède une exoplanète qui transite devant elle, Kepler-15 b, détectée par le télescope spatial Kepler.

## Propriétés
Kepler-15 est une étoile jaune de type spectral G8 IV-V, ce qui indique que son spectre montre à la fois des traits d'une étoile sur la séquence principale et d'une étoile sous-géante plus évoluée ; elle serait âgée de 3,7 milliards d'années environ. L'étoile est 2 % plus massive que le Soleil et sa température de surface est de 5 595 K. Elle est 1,29 fois plus grande et 1,41 fois plus lumineuse que le Soleil.
Kepler-15 est une étoile riche en métaux, sa métallicité est environ 2,34 fois supérieure à celle du Soleil.

## Système planétaire
Kepler-15 possède une exoplanète, Kepler-15 b, découverte par la méthode des transits en 2011 à l'aide du télescope spatial Kepler. Kepler-15 b est une exoplanète de type Jupiter chaud qui est presque aussi grande que Jupiter mais seulement 66 % aussi massive qu'elle. Il lui faut 4,9 jours pour compléter une orbite autour de son étoile, à une distance moyenne de 0,06 ua, :
| Planète     | Masse          | Demi-grand axe (ua) | Période orbitale (jours) | Excentricité | Inclinaison  | Rayon          |
| ----------- | -------------- | ------------------- | ------------------------ | ------------ | ------------ | -------------- |
| Kepler-15 b | 0,66 ± 0,09 MJ | 0,057 14 ± 0,000 93 | 4,942 782                |              | 87,44 ± 1,5° | 0,96 ± 0,07 RJ |